# Лезбос
Лезбос (грч. Λέσβος) је општина у Грчкој. По подацима из 2011. године број становника у општини је био 86.436 и то је треће по величини острво у целој Грчкој (после Крита и Евбеје) и највеће у скупини Егејских острва. Управно острво чини једину општину истоименог округа Лезбос Периферије Северни Егеј. Највећи град на острву, Митилена, је и управно средиште округа. Мањи градови су: Калони, Моливос, Пломари, Ајазос, Ерезос и Петра.

## Назив и значења
У грчкој митологији, заштитник острва се такође звао „Лезбос“, син Лапита који је за жену узео Метимну. Реч лезбијски се изводи од имена острва. Овај придјев потиче из дјела чувене пјесникиње са Лезбоса, Сапфо, у којима је описана љубав између жена.
Становници Лезбоса се називају Лесвонијани (место Лезбијанци) или „по грчки“ Лесвиоти.

## Географија
Иако је Лезбос острво у саставу Грчке, оно је много ближе турском копну (око 15 km на најужем месту близу Ајвалика), а најближи велики град је турски Измир (авионом око 100 km), неупоредиво ближи од Атине. Острво има веома разуђену обалу, укупне дужиине чак 320 km, а острво поседује и велики сопствени залив Калонис, дубок око 20 km.
Острво је планинско у северном и средишњем делу са две велике планине: Лепетимнос и Олимп, обе високе 968 m н. в. На острву и данас постоје остаци вулканског деловања - многобојни топли извори. Југ је нижи и равнији.
Клима је средоземна у приморју (топла и дуга лета, благе и кишовите зиме, просечна годишња температура је 18 °C), док на вишим теренима у унутрашњости она прелази у оштрију планинску варијанту. Количина падавина је око 750 mm годишње по м². Близина копна даје острву богатство подземне воде, што је омогућило развој бујног зеленила на Лезбосу. Ово је и разлог што острво називају и "смарагдним острвом“. На Лезбосу расте чак 11 милион стабала маслина, под којом је око 40% острва, док на шуме зимзеленог храста и бора пада 20%. Остатак чине каменити предели, пешчане плаже, грађевинско земљиште. Занимљивост острва су и окамењени остаци древних секвоја.

## Историја
Острво Лезбос је насељено још у бронзано доба. Први пут је споменуто у записима Хетита као „Лазпа“. Први важнији догађај везан за острво је било освајање острва од стране Персије током Грчко-персијског рата (546-480. године п. н. е). У каснијем раздобљу острво је било у Атинском савезу. У доба античке Македоније острво је било под њеном влашћу до 79. п. н. е., када га заузимају Римљани.
Током највећег дела средњег века Лезбос је био део Византије. Из овога раздобља преостало је много високо вредних цркава. 1355. г. острво су придобили Ђеновљани, да би га на крају преотели Турци 1462. г. Острво је тада било познато као Мидили. Острво је поново постало део Грчке тек 1912. г.
Последњих деценија острво се осавременило. Уместо некад преовлађујуће пољопривреде, замајац развоја постао је туризам и то веома посебна врста „походничког“ туризма због старогрчке песникиње Сапфо, овде рођене. Због ове алузије, острво Лезбос, је данас туристички циљ многим лезбијкама. Власти острва Лезбос ово су раније посматрали са великом скепсом, и делимично су забрањивали упловљавање бродова са овим туристима. У новије време жариште лезбијског покрета лежи у западно положеном граду Ерезосу, уједно и родном граду пјесникиње Сапфо.

## Галерија
- Митилена, лука
- Мала црква
- Панорама Митимна(Моливос, у позадини тврђава
- Моливос, лука
- Скала Ерезос, плажа
- Плажа Петра
- Скала плажа
- Палме, Каламарис
- Палме, Панајода
- Ајазос
- Манастир Лимонос
- цркве
- Римски аквадукт
- Солана
- Поглед на Лезбос из Турске са "Ђавоље трпезе" поред Ајвалика.